# 阿斯頓 (澳大利亞國會選區)
阿斯頓選區（英語：Division of Aston），是澳大利亞維多利亞州的下議院選區，位於墨爾本東郊。面積96平方公里。
選區始於1984年，是紀念一位失明教師蒂利·阿斯頓。本區在1990年代以來日漸傾向自由黨。2023年起當區議員是工黨的瑪麗・道爾。

## 另見
- 澳大利亞聯邦下議院選舉分區